# 吉爾克里斯特縣 (佛羅里達州)
吉爾克里斯特縣（英語：Gilchrist County）是美国佛罗里达州北部的一個縣，面積921平方公里。根據2020年美國人口普查，共有人口17,864人。縣治特倫頓（Trenton）。該縣成立於1925年12月4日，是全州最近成立的縣；縣名紀念第二十任佛羅里達州長阿爾伯特·W·吉爾克里斯特。